# Thallarcha ombrophanes
Thallarcha ombrophanes är en fjärilsart som beskrevs av Edward Meyrick 1886. Thallarcha ombrophanes ingår i släktet Thallarcha och familjen björnspinnare. Inga underarter finns listade i Catalogue of Life.